# Alex Katz
Pour les articles homonymes, voir Katz.
Alex Katz, né le 24 juillet 1927 à New York, est un artiste figuratif américain associé au mouvement du pop art. Il est particulièrement connu pour ses peintures, sculptures et impressions. Après avoir étudié la sculpture et la peinture à l'école de Skowhegan, dans le Maine, à la fin des années 1950, il met en place sa première exposition personnelle à la Roko Gallery. Il commence à se faire connaître dans les années 1960 avec La Robe Noire, représentant sa femme, Ada. Tout au long de sa carrière, il a principalement réalisé des portraits, mais aussi des paysages et quelques scènes de genre. Son style est tout en sobriété, autant dans la composition que dans les masses de couleurs.  Ses peintures sont épurées et lisses, ce qui leur donne un caractère intemporel.

## Œuvres
- 1960 : La robe noire

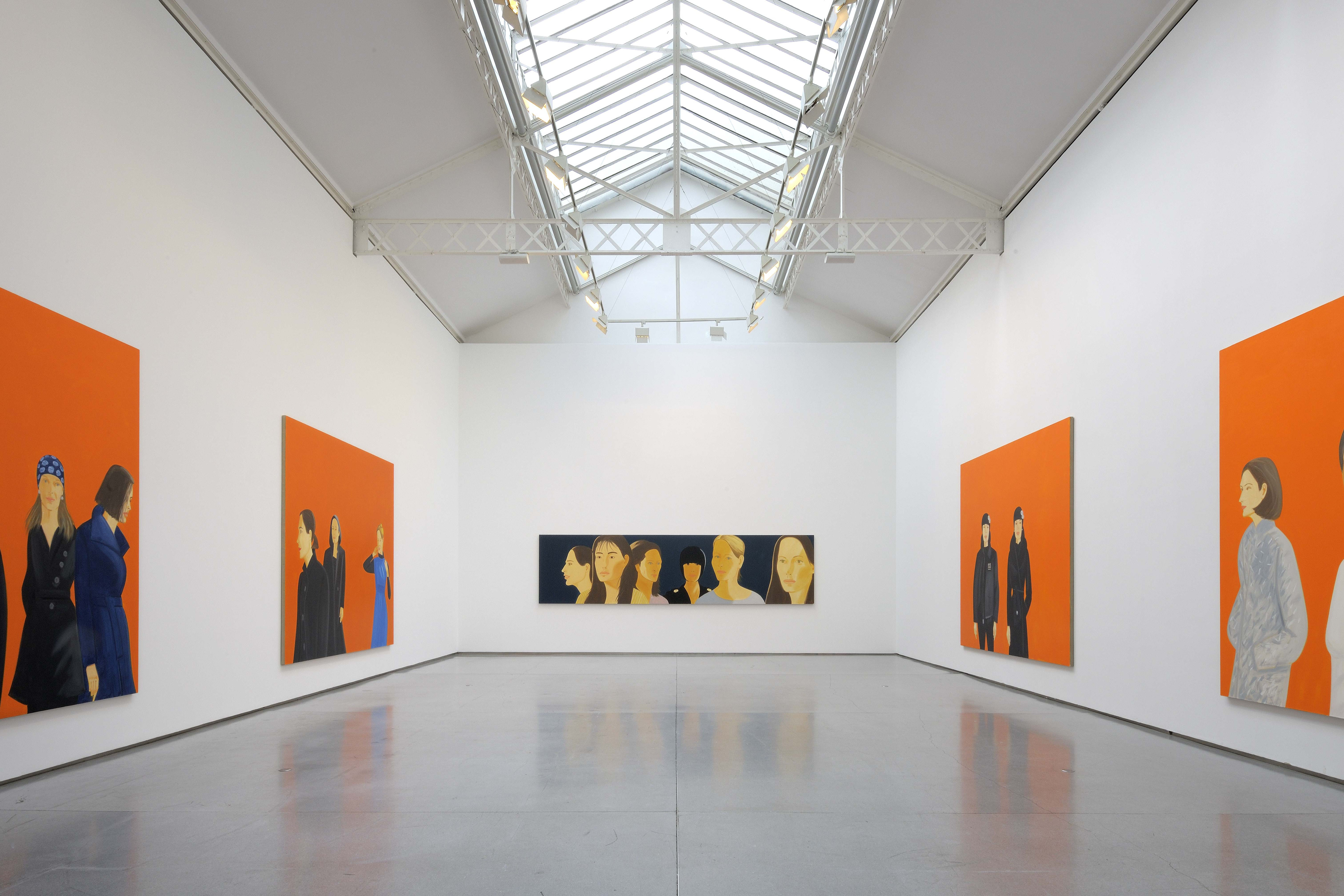

- 1963 : The Red Smile, Whitney American Art Museum, New York
- 1965 : Cocktail Party, collection privée
- 1981: Ann & Billy, Institute of arts, Detroit, Michigan
- 1982 : Red Coat, Metropolitan Museum of Art, New York
- 1986 : Sandra, musée de Grenoble, Grenoble
- 1993-1994 : Smiles, musée Guggenheim de Bilbao
- 2000 : Ada's Garden, Des Moines Art Center, Des Moines

## Expositions notoires
- 1954 Première exposition à la Roko Gallery (New York)
- 1974 Rétrospective Alex Katz Prints au Museum of American Art, suivi d'une exposition itinérante (1986)
- 1986 Whitney Museum of American Art
- 1988 Brooklyn Museum of Art
- 1995 Alex Katz : American Landscape à la Staatliche Kunsthalle (de) de Baden-Baden (Allemagne)
- 1996 Centre Julio Gonzalez, Valencia, Espagne et Munson-Williams Proctor Institute, Utica , New York
- 1998 Saatchi Collection, Londres
- 1999 Galleria Civica Di Arte Contemporanea (it), Trento, Italie
- 2002 Whitney Museum of American Art, New York
- 2003 Deichtorhallen, Hambourg
- 2004 Albertina Museum, Vienne
- 2006 Pacewildenstein Gallery, New York
- 2007 Exposition personnelle au New York State Museum
- 2009 Exposition au musée de Grenoble
- 2022 Exposition au musée Guggenheim de New York